# 401. strelska divizija (ZSSR)
401. strelska divizija (izvirno rusko 401. стрелковая дивизия; kratica 401. SD) je bila strelska divizija Rdeče armade v času druge svetovne vojne.

## Zgodovina
Divizija je bila ustanovljena 28. novembra 1941 in 5. januarja 1942 preimenovana v 135. strelsko divizijo.